# Кондратюк Андрій Арсентійович
Андрі́й Арсе́нтійович Кондратю́к (нар. 10 серпня 1955, Плехів Черняхівського району Житомирської області) — український співак (баритон) і педагог, професор. Народний артист України (1996).

## Загальні відомості
Народився у Плехові Черняхівського району Житомирської області .
В 70-ті роки навчався в Житомирському музичному училищі ім. В. С. Косенка
Закінчив Київську державну консерваторію ім. П. І. Чайковського по класу вокалу .Навчався у народного артиста УРСР і народного артиста СРСР професора Миколи Кондратюка.
З 1994 року працює на кафедрі теорії та методики постановки голосу Факультету мистецтв імені Анатолія Авдієвського Національного педагогічного університету імені М. П. Драгоманова: з 2002 — доцент кафедри, з 2006 — професор.
Соліст-вокаліст Окремого зразково-показового оркестру Міністерства оборони України. Художній керівник квартету «Гетьман».
Проводить просвітницьку роботу: щороку виконує понад 150 концертів на різних майданчиках країни.
1996 року удостоєний звання народного артиста України.

## Аудіозаписи
- «Твої сини, Україно»
- «Будуймо храм любові»
- Компакт-диск «Гетьман»

## Визнання
- Міжнародна Українська премія ім. Г. Сковороди
- Премія мистецтв НДР ім. Г. Кернера
- Орден «Шахтарська слава» ІІІ ступеня
- Медаль «Маршала К. Рокосовського»
- Медаль «Ріхарда Зорге»
- Відзнака Міністерства культури і туризму України
- Народний артист України

## Родина
Його брат Микола Арсентійович Кондратюк (4.6.1948 — 23.9.2001) — відомий шаховий композитор, міжнародний майстер, бронзовий призер чемпіонату світу з шахової композиції.